# Голак
Гола́к (болг. Голак) — село в Софійській області Болгарії. Входить до складу общини Костенець.

## Населення
За даними перепису населення 2011 року у селі проживали 7 осіб.
Розподіл населення за віком у 2011 році:
Динаміка населення: